# Памятники природы Башкортостана
Памятники природы Башкортостана — особо охраняемые природные территории Республики Башкортостан.

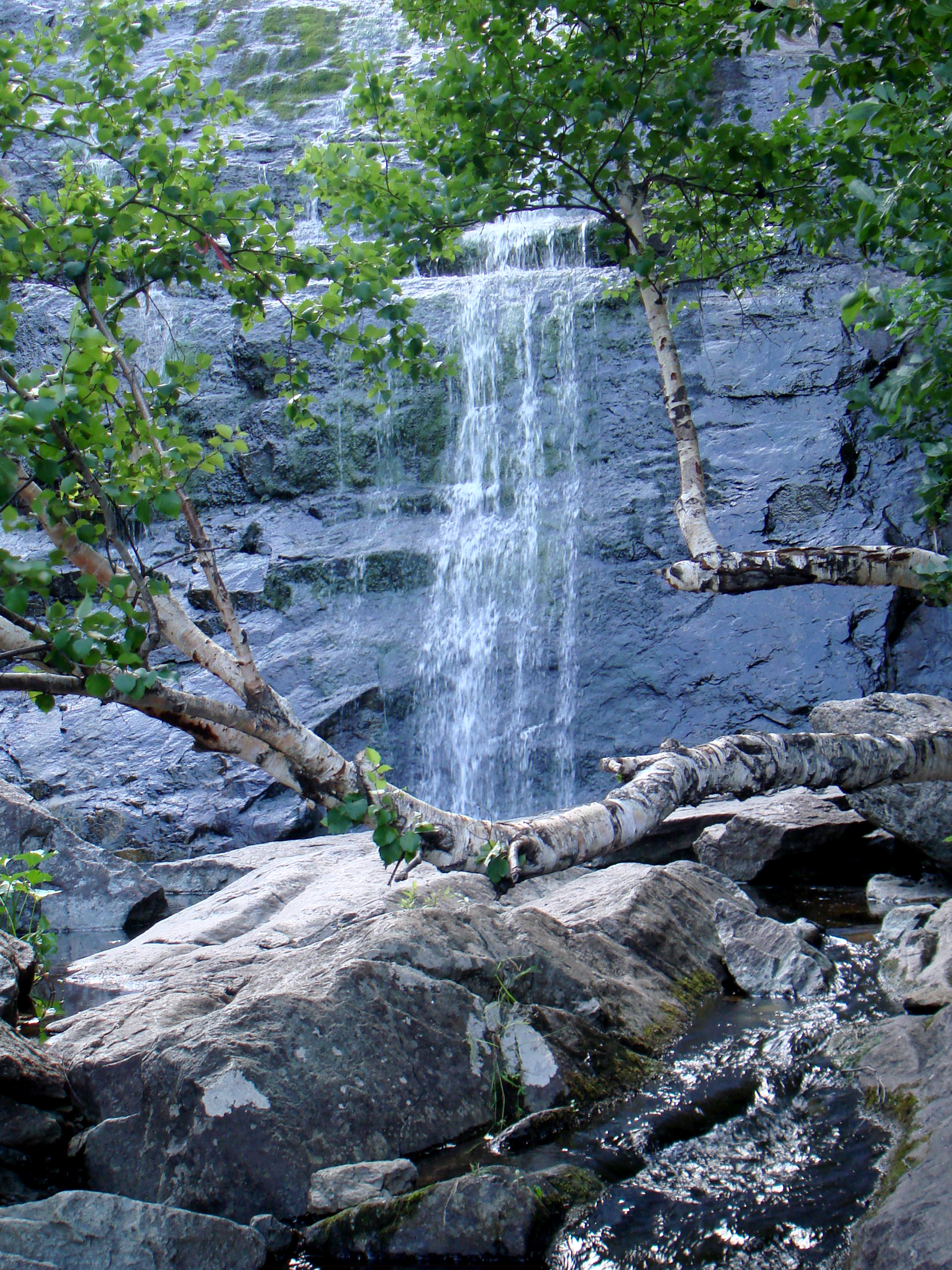
Водопад Гадельша

Расположенный на стыке Европы и Азии Башкортостан обладает уникальным природным комплексом, к которому относятся памятники природы: ботанические, дендрологические, комплексные, гидрологические, геологические, зоологические.
Ботанические: около 50 единиц, высокобонитные естественные сосняки у деревни Венеция, заросли степной вишни у села Ариево, популяция лука косого в Кугарчинском районе, заросли пиона на горе Дур-Дур, пойма реки Макан и т. д.
Дендрологические: около 37 объектов, например старовозрастная лиственница в с. Бурангулово, Ермолаевский дендопарк, культура кедры сибирского в Белорецком районе и т. д.
Комплексные: 41 объект: озеро Шамсутдин, урочище Кызылташ, гора Таганташ и др.
Гидрологические: около 21 единиц, например Белое озеро, водопад Гадельша, источник Красный Ключ и др.
Геологические: около 22 единиц, например, скала Большой Калпак, пещера Шульган Таш, Никитинские песчаники с морской фауной.
Зоологические: 5 единиц: гнезда хищных птиц и скопления журавлей в урочище Енгалаш, резерват форели в реках Белой и М. Иняк.